# Maktoum ben Rachid Al Maktoum
Pour les articles homonymes, voir Al Maktoum (homonymie).
Le Cheikh  Maktoum ben Rachid Al Maktoum (en arabe : مكتوم بن راشد آل مكتوم , romanisé :  Maktūm bin Rāshid Āl Maktūm ) né le 15 août 1943 à Dubaï et mort le 4 janvier 2006 à Gold Coast (Australie), fut émir de Dubaï de 1990 à sa mort, Premier ministre des Émirats arabes unis de 1971 à 1979 et de 1990 à sa mort ainsi que vice-président des Émirats arabes unis de 1990 à sa mort.
Issu de la famille régnante Al Maktoum et fils ainé du cheikh Rachid ben Saïd Al Maktoum, il est décédé à l'âge de 62 ans en Australie. Son frère Mohammed ben Rachid Al Maktoum lui a succédé.

## Chevaux
Amoureux des chevaux, Maktoum Al Maktoum se passionnait pour les courses hippiques et l'équitation. Il dirigeait l'écurie Godolphin, l'une des plus prestigieuses du monde. Il était lui-même un cavalier international d’endurance.

## Famille
Sa veuve est Cheikha Alya, avec qui il a eu un fils Rachid ben Maktoum Al Maktoum, né en 1980 et mort le 21 février 2002 à l'âge de 22 ans, laissant la place d'héritier du trône à son oncle Mohammed ben Rachid Al Maktoum.
Le couple a aussi un autre fils, Cheikh Said ben Maktoum, et une fille, Cheikha Latifa bent Maktoum. Cette branche de la famille Al Maktoum vit aujourd'hui retirée de la vie publique de Dubaï pour ne pas faire de l'ombre à la famille de Cheikh Mohammed ben Rachid Al Maktoum, actuel émir de Dubaï.